# ميخائيل فورسيث
ميخائيل فورسيث (بالإنجليزية: Michael Forsyth)‏ (20 مارس 1966 بليفربول في المملكة المتحدة - ) هو لاعب كرة قدم بريطاني في مركز الدفاع. لعب مع ديربي كاونتي ونادي بيرتن ألبيون ونادي هيرفورد وويكمب وندررز ونوتس كاونتي ووست بروميتش ألبيون.

## وصلات خارجية
- ميخائيل فورسيث على موقع قاعدة بيانات كرة القدم.إي يو (الإنجليزية)